# Borgarna i Calais

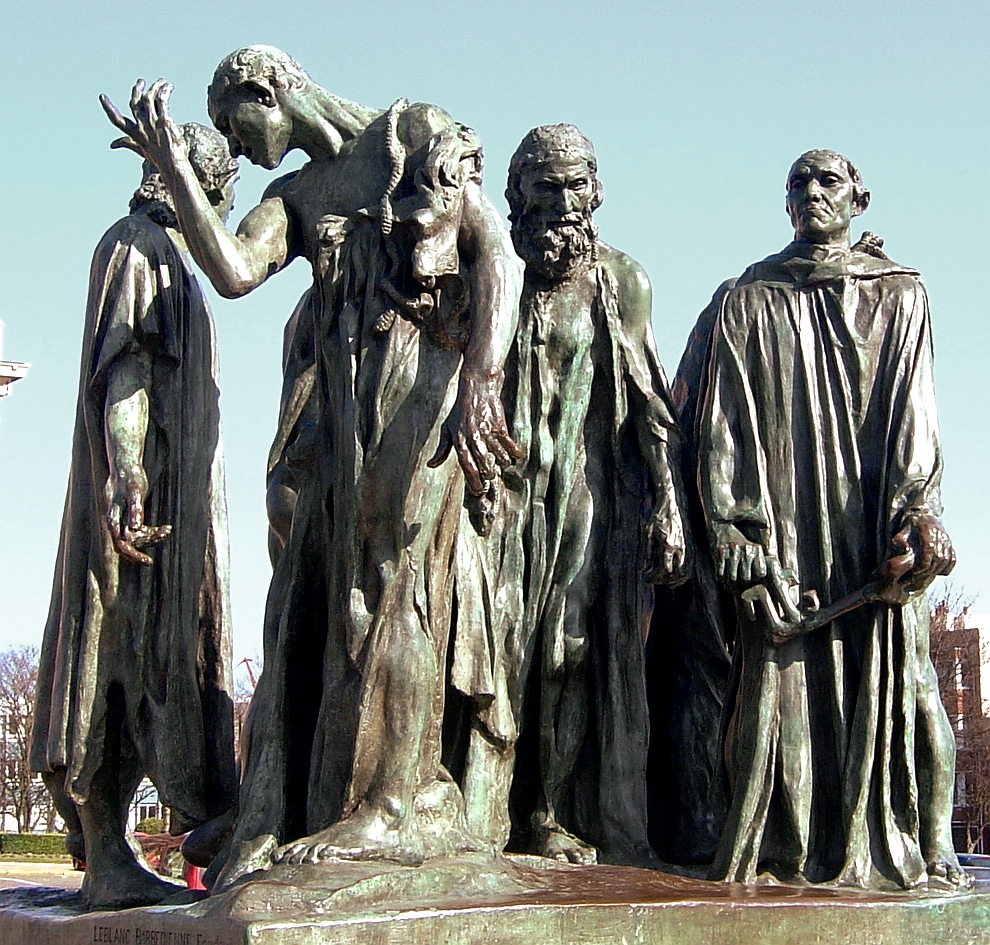
Rodins skulptur Borgarna i Calais i den franska hamnstaden Calais.

Borgarna i Calais (franska: Les Bourgeois de Calais) är en skulptur som avbildar sex borgare som 1347, i början av hundraårskriget (1337-1453), erbjöd sig att offra sina liv för att rädda invånarna i den då belägrade franska staden Calais. Auguste Rodin fick 1885 i uppdrag att utarbeta ett minnesmärke över männen. Efter nästan fyra års skissarbete var skulpturen 1888 klar och efter flera turer kunde monumentet invigas 1895. Kopior av skulpturen finns på flera håll.

## Berättelsen om borgarna i Calais
I sin krönika om belägringen av Calais berättar Jean Froissart om de sex borgarnas öde:
För den engelske kungen Edvard III var Calais, den franska hamnstaden vid Engelska kanalen, av stor strategisk betydelse och i september 1346, efter slaget vid Crécy, inledde han därför en belägring av staden. Sedan alla engelska försök att inta staden och alla franska försök att häva belägringen misslyckats, bestämde sig kung Edvard i februari följande år att helt enkelt svälta ut stadens invånare. 
I juni var tillgången på vatten och mat i staden i princip obefintlig. En månad senare, sedan en konvoj med förnödenheter stoppats av engelsmännen, skickades fem hundra barn och gamla ut ur staden för att underlätta för de övriga att överleva, men då engelsmännen vägrade låta dem passera dog de av svält utanför stadens murar. 
Sedan den franske kungen, Filip VI, dragit tillbaka sina styrkor från staden, erbjöd Calais borgmästare i augusti den engelska kungen kapitulation mot att stadens invånare fick gå fria. Kung Edvard vägrade, upprörd över att staden som var nära att falla och kostat honom så mycket tid, pengar och manskap, överhuvudtaget vågade ställa några krav. Kungens egna män påpekade dock att stadens enda brott varit att slåss tappert för sin kung och Edvard erbjöd sig till sist att skona stadens befolkning om sex av stadens ledande män, i deras ställe, överlämnade sig och stadens nycklar till honom, iklädda endast skjorta och snara kring halsen. 
Calais borgmästare lät ringa i klockorna och samlade invånarna på torget där han delgav dem den engelske kungens villkor. Befolkningen mötte beskedet med veklagan och alla närvarande brast i gråt. Efter en stund klev dock en av stadens rikaste män, Eustache de Saint-Pierre, upp och sa:
Monsieur, det vore en stor olycka att låta ett sådant folk dö av svält om vi kan finna ett alternativ. Jag är övertygad att jag kan förvänta mig Guds nåd om jag offrar mig för detta folk och erbjuder mig därför som den förste att barfota och barhuvad, iklädd skjorta och rep runt halsen, överlämna mig till den engelske kungens nåd.
Till slut hade fem andra av stadens ledande medborgare gjort honom sällskap: Jacques och Pierre de Wissant, Jean de Vienne, Andrieus d'Andres och Jean d'Aire. De klädde sig enligt kungens önskan och eskorterades genom staden till dess port där de tog farväl av den bedrövade skaran män, kvinnor och barn. Porten öppnades, borgmästaren gick ut med sina sex medborgare och låste sedan porten igen. Därifrån följde han gruppen över till de engelska ställningarna och överlämnade dem. 
Engelsmännen förde dem till kung Edvards tält där de föll på knä och överräckte stadens nycklar. Kungen, ond i sinnet, beskådade dem tyst en lång stund innan han gav order om att halshugga dem. En av de närvarande riddarna tog då till orda:
Gode kung, jag bönfaller er att tygla er vrede. Ert anseende talar om ett ädelt hjärta, låt därför inte en handling som denna få skamfila det eller tillåt att någon får tillfälle att tala nedlåtande om er. Hela världen skulle säga att ni handlat grymt då ni till döden dömt sex så ädla människor som, av egen fri vilja, givit sig själva till er nåd för att rädda sina medborgare.
Kungens vrede växte då hans egna riddare påminde honom om borgarnas hjältemod och han viftade bort riddaren. Då kastade sig hans drottning, Filippa av Hainault, gråtande vid kungens fötter och bönföll:
Gode sir, sedan jag korsade havet med stor fara för att möta er, har jag aldrig bett er om en ynnest. Nu ber jag er allra ödmjukast att som en gåva, för Sonen och den heliga Modern och för er kärlek till mig, skona dessa sex män.
.
Kungen tittade tyst på henne en kort stund och sa:
Ah Lady, jag önskar att ni varit någon annanstans än här. Ni har bönfallit mig på ett sådant sätt att jag inte kan neka er: Jag ger dem därför till er, gör vad ni vill med dem.
Filippa tog genast repen av deras huvuden och förde dem till sitt rum där hon gav dem kläder och bjöd dem på middag. Sedan försåg hon dem med pengar och förde dem i säkerhet. De slog sig senare ner i olika städer i Picardie. 
Invånarna i Calais tog sig sedan till franskt territorium, de rika efter att ha erlagt en lösen. Efter att ha svultit under så lång tid dog hundratals av Calais invånare av att äta för mycket för fort. Calais förblev engelskt fram till 1558.

## Rodins skulptur

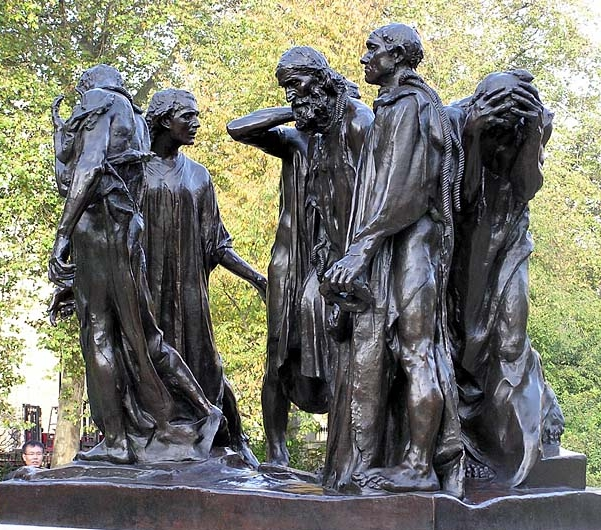
Borgarna i Calais i Victoria Tower Gardens, London, Storbritannien. Enligt fransk lag fick högst tolv avgjutningar av skulpturen utföras efter Rodins död. En av dessa inköptes av den brittiska regeringen 1911 och är idag uppställd i skuggan av parlamentshuset

Rodins bronsskulptur är drygt 2 meter hög och knappt 2,5 meter bred. På ett gemensamt fundament står sex män, alla lika långa, iklädda likadana slitna dräkter. Ingen hierarki syns i gruppen. Männen vänder sina blickar i olika riktningar, fyra gör åtbörder och tar ett steg framåt, två står still och ser sammanbitna ut. Figurerna står tätt och bildar en grupp, men står ändå fritt från varandra. Figurerna är något större än naturlig skala och tycks nedtyngda av sina plagg och sina oproportionerligt stora händer och fötter. 
Männens gester bildar tillsammans en långsamt roterande rörelse medurs genom skulpturen som motverkas av de många lokala riktningar som åskådaren bara uppfattar från vissa håll. Inga av männen kommunicerar med varandra eller med åskådaren, varje ansikte uppvisar individuella drag och ger uttryck för varierande känslouttryck – beslutsamhet, ångest och apati. Rodin har realistiskt återgivit sex män som gemenomlevt ett års belägring och nu tar sina första steg mot döden. Några vänder sig om, andra tar sig för huvudet, alla tvekar. 
Den roterande rörelsen inbjuder åskådaren att vandra kring skulpturgruppen vilket leder till en sekvens av bilder där de individuella männen ibland tycks isolerat överväga sitt beslut, där de från andra håll ibland tycks ha gemensamt bestämt sig för att ge sig av. På så vis återberättas inte ett enskilt ögonblick som frysts i tiden utan ett spektrum av tankar, känslor och beslut. 
Rodins skulptur var innovativ för sin tid. Med sin episka realism var skulpturen i opposition till den stela, akademiska 1800-talskonsten men stod också fritt från såväl impressionisternas snabba utblickar som realisternas torra saklighet. Inte heller syns spår av modernismens formalism som samtidigt förebådades av Cézannes måleri.
I sitt förarbete använde sig Rodin av olika skulpturdelar och kombinerade dem på olika sätt. Han utförde många mindre skisser och flera studier i naturlig skala, varav ett antal har gjutits i brons och idag finns på Musée Rodin i Paris.

### Skulpturens tillkomst

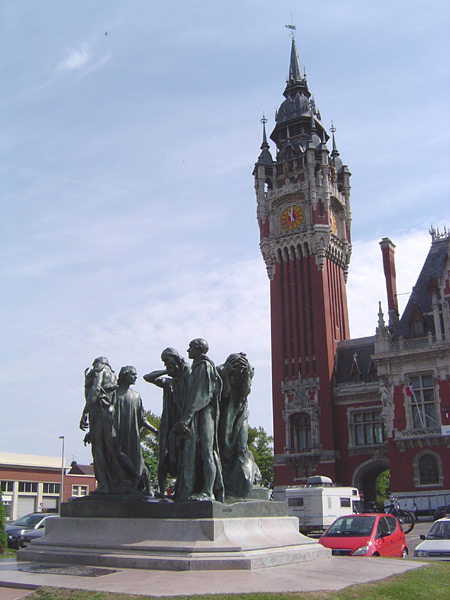
Borgarna i Calais på ett torg i Calais med rådhuset i bakgrunden. Den låga sockeln fick skulpturen 1924.

År 1880 beslutade Calais unge borgmästare, Oscar Dewavrin, att ett minnesmärke skulle uppföras på stadens torg för att hedra Eustache de Saint-Pierre, den mest prominente av de sex hjältarna. Han föreställde sig då en borgare på en hög sockel i den heroiska, akademiska stil som var bruklig för viktiga monument i slutet av 1800-talet. Inför tävlingen som utlystes 1884 vände sig borgmästaren till sina medborgare som föreslog Auguste Rodin som konstnär. Rodin var då redan berömd för sina realistiska och expressiva skulpturer. 
När Rodin läste krönikan om belägringen av Calais, såg han framför sig de sex männen i en grupp i det ögonblick då de beslutar sig för att ge sig av. I den första drygt 30 cm höga skissmodellen placerade Rodin borgarna på en hög sockel i två rader sammanbundna av ett rep. Tävlingskommittén blev förtjust i skissens originella utförande och Rodin fick kontraktet på 35 000 franc i januari 1885 och det fastställdes att skulpturen skulle stå klar följande år. Samtidigt begärde man "utan vidare dröjsmål" in en större, mer utförlig version som skulle vara en tredjedel i storlek jämfört med den färdiga skulpturen som inte fick understiga två meter i höjd. 
Det tog emellertid Rodin hela sex månader att leverera den utlovade modellen och när han presenterade den i juli behagade den varken kommittén eller allmänheten. Rodin hade funnit det meningslöst att i en förberedande skiss i detalj återge alla klädernas veck och dessutom helt onödigt att slösa bort 300 francs på att låta tvätta sin studie bara för att behaga allmänheten. Den lokala pressen gjorde sig lustig över "farbröderna i nattskjorta" och kommittén efterlyste en mer grandios, pyramidliknande komposition som skulle göra stadens hjältar mer rättvisa och föreslog dessutom att konstnären skulle överväga att återgå till en ensam figur.
Men Rodin vägrade kompromissa. Enligt honom var det avgörande att en skulptör inför varje verk först visualiserade den övergripande rörelsen i motivet och sedan aldrig lät något annat påverka arbetet. Minsta disharmoni skulle dra resten av verket med sig. Trots sina protester genomförde Rodin vissa eftergifter men fortsatte framför allt att utveckla gestalterna i sin egen riktning. I oktober 1886 lyckades han till slut övertyga kommittén att låta honom avsluta arbetet. Rodin fortsatte sitt arbete och kunde 1887 ställa ut tre av borgarna på ett galleri i Paris vilket blev en stor framgång. Men då hamnade staden Calais i en ekonomisk kris och hela projektet lades på is.
Först 1894 lyckades man genom ett lotteri frambringa pengarna som krävdes för att gjuta konstverket i brons och den 3 juni följande år kunde Rodins skulptur till slut invigas i en park i Calais. Till Rodins förtvivlan respekterades inte alls hans önskan att skulpturen skulle stå direkt på marken utan placerade den på en hög sockel omgiven av ett staket. Dessutom inrättades en pissoar intill skulpturen. 
Rodin var vid invigningen 55 år gammal och genom Borgarna, som var hans första officiella utsmyckning, erhöll han hederslegionen. 
Under första världskriget skadades en av figurerna av granatsplitter och skulpturen togs ned. När den återinvigdes 1924 respekterades dock konstnärens önskemål och sockeln avlägsnades. Originalskulpturen står fortfarande kvar i Calais och en kopia finns dessutom i Musée Rodins trädgård i Paris. Andra kopior finns Danmark, Norge, Schweiz, Storbritannien, USA, Japan och Israel.